# 主権免除
主権免除（しゅけんめんじょ、sovereign immunity, l'immunité souveraine）とは、国際民事訴訟において、被告が国または下部の行政組織の場合、外国の裁判権から免除される、というもの。国際慣習法の一つ。国家免除（こっかめんじょ、State immunity）、裁判権免除（さいばんけんめんじょ、jurisdictional immunity, l'immunité de juridiction）とも呼ばれる。

## 主権免除の概要
この原則が確立したのは19世紀である。国家主権・主権平等の原則の下、主権国家が他の国家の裁判権に属することはない、という原則である。この免除は自発的に放棄することもできる。かつてはすべての活動に対して裁判権の免除が認められていた（後述の絶対免除主義）が、20世紀に入ると国家が営業的行為を行うことも出てきたため、そこまで認めてしまうと商行為の相手方に不利益になることから、一定の事項のみを免除するという立場が出され（後述の制限免除主義）、現在では制限免除主義が有力となっている。
免除の適用基準については行為の目的に着眼するか、性質に着眼するかで異なってくる。画一的な基準は見出すことが困難であるため、裁判所の裁量による部分が大きくなってくる。
2004年には「国家及び国家財産の裁判権免除に関する条約」（国連裁判権免除条約）が採択された。また、日本では同条約を踏まえた国内法として2009年に外国等に対する我が国の民事裁判権に関する法律が制定され、2010年4月1日より施行されている。

## 主権免除の種類
主権免除には、大きく分けて以下の2通りの説がある。
- 絶対免除主義

国家の活動はすべて裁判権から除外されるという立場。
- 制限免除主義

国家の活動を「権力行為」と「職務行為」に分け、免除の適用範囲を前者についてのみ認めるとする立場。
国際的には現在、制限免除主義を採用する趨勢にある。しかし、日本においては、大審院昭和3年12月28日決定が、絶対免除主義をとる判断を下して以来、最高裁判所における判例がない状態が続いていた。学説は制限免除主義を主張していたこともあり、最高裁判所平成18年7月21日第二小法廷判決（平成15(受)1231）が制限免除主義を採ることを明言し、大審院の判例を変更した。
その後、2010年4月1日より外国等に対する我が国の民事裁判権に関する法律が施行され、同年5月11日には国連裁判権免除条約を批准したことにより、日本においても制限免除主義を採用するという立法的解決がなされている。

## 国際連合と裁判権免除
国際連合は裁判権免除の対象たり得るか。これについては国際連合憲章と国連の特権免除条約が裁判権免除について定めている。
国際連合憲章第105条第1項
この機構は、その目的の達成に必要な特権及び免除を各加盟国の領域において享有する。
国際連合の特権及び免除に関する条約
第2条第2項 国際連合並びに、所有地及び占有者のいかんを問わず、その財産及び資産は、免除を明示的に放棄した特定の場合を除き、あらゆる形式の訴訟手続の免除を享有する。（後段略）
かつて、日本の国際連合大学職員が有期雇用の打切りを正当な事由なき解雇として地位保全の仮処分を申し立てたことがあったが、日本の裁判所は上記憲章及び条約を理由に認めずに訴えを却下した（国連大学事件、東京地方裁判所昭和52年9月21日決定）。同様の訴訟はエジプトやアルゼンチンでも起きているとのことである。
（参考：国際連合憲章第101条第1項）
職員は、総会が設ける規則に従って事務総長が任命する。